# Jonna Arb
Jonna Gabriella Christina Arb Zackrisson, född Arb 10 december 1957 i Brännkyrka församling i Stockholm, är en svensk skådespelare. Arb studerade vid Statens scenskola i Stockholm. Arb är dotter till författaren Siv Arb och gift med musikern och producenten Lasse Zackrisson.

## Filmografi
- 1983 – Limpan
- 1984 – Sömnen
- 1985 – August Strindberg ett liv (TV-serie)
- 1985 – Lösa förbindelser (TV-serie)
- 1989 – Tre kärlekar (TV-serie)
- 2000 – Barnen på Luna

## Teater

### Roller (ej komplett)
| År   | Roll | Produktion                                        | Regi               | Teater      |
| ---- | ---- | ------------------------------------------------- | ------------------ | ----------- |
| 1980 |      | Tolvskillingsoperan Bertolt Brecht och Kurt Weill | Lars Göran Carlson | Parkteatern |